# دومينيون سيستمز
نُظُم دومينيون أو دومينيون سيستمز (بالإنجليزية: Dominion Systems)‏ واسمها الكامل شركة أنظمة دومينيون الانتخابية (بالإنجليزية: Dominion Voting Systems Corporation)‏؛ شركة كندية تأسست في أونتاريو في عام 2002، وهي مسؤولة عن تصنيع وبيع أجهزة وبرامج ونظم انتخابية مخصصة للتصويت الإلكتروني في الولايات المتحدة وكندا. للشركة مقرات رئيسة عدة، تقع في كل من تورونتو، أونتاريو، دنفر وكولورادو. ولها مكاتب في الولايات المتحدة وكندا وصربيا خاصة بتطوير البرامج.
أصبحت الشركة موضوعًا للأخبار عقب الانتخابات الرئاسية الأمريكية لعام 2020، إذ اتُهمت أجهزة الشركة من قبل حملة الرئيس الأمريكي دونالد ترامب بالمسؤولية عن حذف ملايين الأصوات من ترامب أو تحويلها إلى منافسه جو بايدن، وهو ما أدّى إلى ترجيح كفة الأخير على حساب الرئيس الأمريكي، وهي تهمة نفتها الشركة، وردتها وكالة الأمن السيبراني وأمن البنية التحتية.

## وصلات خارجية
- الموقع الرسمي